# Philip Bard
Archibald Philip Bard, född 25 oktober 1898, död 5 april 1977, var en amerikansk psykolog.
Bard vad yngst av sju barn till Thomas Robert Bard och Mary Beatrice Bard (född Geberding). Under sin tid i grundskolan var han mer intresserad av hästar och baseball än av att studera, men när han 1916 avslutat Thatcher preparatory school hade intresset för de biomedicinska vetenskaperna väckts, bland annat tack vare en bok i fysiologi av William Henry Howell. 
Under första världskriget tog han värvning och skickades till Europa, när han kom tillbaka sökte han Walter Clement Alvarez råd om vad han skulle göra nu. Alvarez uppmuntrade hans intresse för biologin/medicinen och 1919 började han studera vid Princeton. Han studerade bland annat under Edwin Grant Conklin och Edmund Newton Harvey, den senare fick honom att överge medicinen och istället ägna sig åt fysiologin. 1924 flyttade han tillsammans med sin fru och dotter till Cambridge för att där ta sin doktorsexamen under Walter Cannon, hans avhandling rörde de neurologiska mekanismerna kopplade till känsloyttringar. 1928 erhöll han tjänst som assisterande professor vid biologi avdelningen vid Princeton, här kände han sig dock ensam utan någon som delade hans intressen och tre år senare sade han upp sig och fick då istället ett erbjudande av Cannon att komma till Harvard som assisterande professor.
1933 erbjöds han en professorstjänst vid Johns Hopkins University, här fick han total auktoritet över alla saker som rörde fysiologi. 1940 identifierade Bard de strukturer i centrala nervsystemet som rör människans sexualitet. Mellan åren 1942 och 1945 var han ordförande för American Physiological Society och mellan 1953 och 1957 var han dekanus (dean) vid den medicinska fakulteten vid Johns Hopkins. Han har tillsammans med Walter Cannon givit namn åt Cannon-Bards teori.